# Kantonspolizei Bern

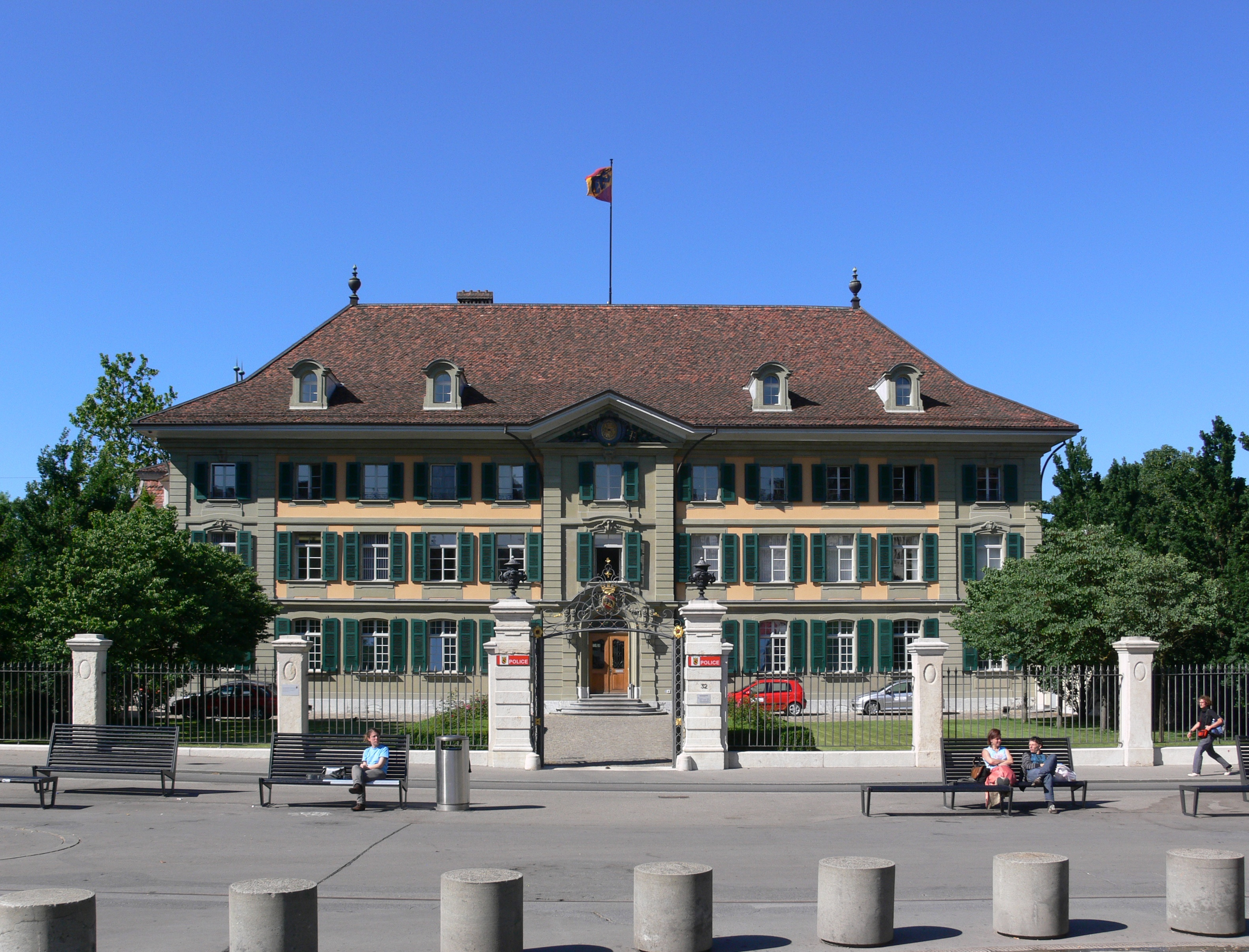
Polizeikommando der Kantonspolizei Bern im ehemaligen Waisenhaus (2009)

Die Kantonspolizei Bern ist die Kantonspolizei des Kantons Bern. Sie ist die einzige kantonale Polizei, nachdem die früheren Stadt- und Gemeindepolizeien bis 2011 in ihr aufgingen. Die Kantonspolizei gehört zur Sicherheitsdirektion des Kantons Bern.

## Geschichte
Die Kantonspolizei wurde 1804 als „Landjägerkorps des Kantons Bern“ gegründet. Die Landjäger sollten vor allem an den Grenzstationen des Kantons Bettler und Landstreicher davon abhalten, in den Kanton einzureisen. 1894 gingen die Grenzwachen an das neu gegründete und bis 2020 bestehende eidgenössische Grenzwachtkorps über, die Polizeikontrollen in der Stadt übernimmt die Gemeinde selbst. Die Kantonspolizei übernimmt die Kriminalitätsbekämpfung.

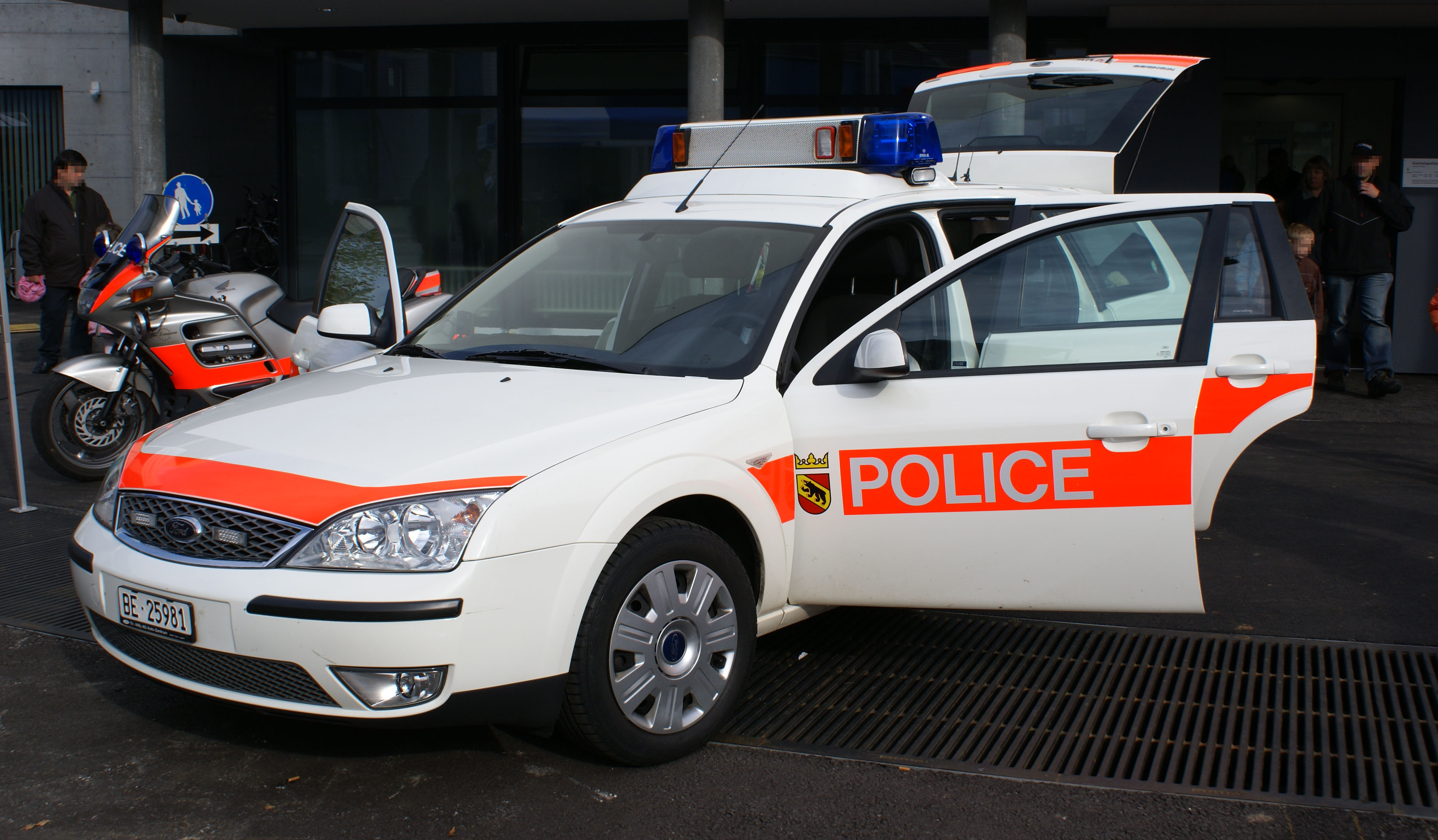
Berner Polizeiauto (2008)

Kommandant ist seit 2022 Christian Brenzikofer. Der Kantonspolizei in Bern unterstellt sind die Regionalpolizei und die Polizeiwachen im Seeland-Berner Jura, Mittelland-Emmental-Oberaargau, Bern und Oberland.
Die Kantonalen Einsatzzentralen (KEZ) in Bern und Biel/Bienne sowie die Regionale Einsatzzentrale (REZ) in Thun alarmieren die Einsatzkräfte und gewährleisten, dass die Betroffenen so schnell wie möglich die notwendige Hilfe erhalten.
Gemäss gesetzlichem Auftrag stellt die Kantonspolizei Bern die Alarmierung sicher und betreiben eine kantonale Einsatz- und Alarmzentrale. Dort arbeiten die Polizeimitarbeitenden Schulter an Schulter mit Schutz und Rettung Bern; in der KEZ Biel/Bienne mit der Ambulanz Region Biel (ARBAG). Durch den somit rasch möglichen Informationsaustausch kann wichtige Zeit gewonnen werden.
Im Jahr 2022 nahm die Kantonspolizei Bern, die Staatsanwaltschaft und die Swisscom mit dem Projekt Nevo/Rialto eine neue Software in Betrieb, um die Abläufe zwischen den beiden Behörden durchgehend zu digitalisieren.